# Una notte con te
Una notte con te è un film del 1933 diretto da Emmerich Wojtek Emo e Ferruccio Biancini.